# Kunlun

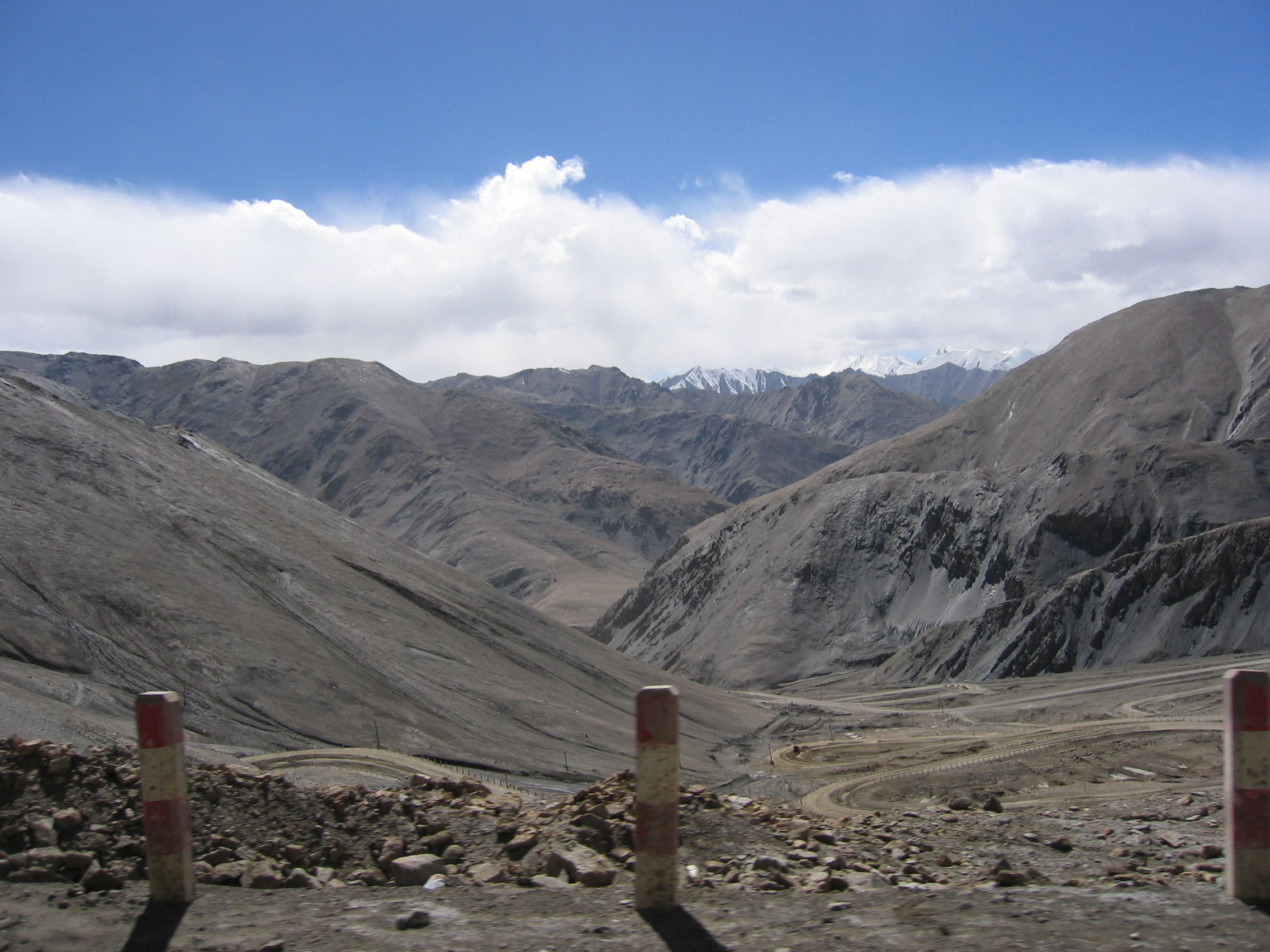
Vy över västra Kunlun.

Kunlun (kinesiska Kunlun Shan) är en av de längsta bergskedjorna i Asien, mer än 300 mil lång.
Den sträcker sig längs Kinas västgräns söderut längs med Pamir, böjer sedan av österut och utgör där den bergsrygg som avgränsar Tibet i norr. Den sträcker sig längs den södra randen av det som nu kallas Tarimbäckenet, med Taklamakan- och Gobiöknen. I kedjan ingår mer än 200 bergstoppar som når högre än 6 000 meter över havet. De tre högsta topparna är Kongur Tagh (7 719 meter), Dingbei (7 625 meter) och den berömda Muztag (7 546 meter). Om Kasgharkammen väster om Yarkandflodens dalgång istället räknas till Pamir är Liushi Shan (7 167 meter) högst.
En sydlig utlöpare av Kunlun utgör vattendelare mellan avrinningsområdena för Kinas två längsta floder, Yangtze och Gula floden.
Namnet är lånat från kinesiska geografer och är sannolikt en förvrängning av något turkiskt eller tibetanskt ord samt infördes i den geografiska litteraturen på initiativ av Alexander von Humboldt. Den, som först uppvisat bergens betydelse för Asiens byggnad, är Ferdinand von Richthofen, som kallade dem "den asiatiska kontinentens ryggrad" och delade dem i tre delar, av vilka den västligaste enligt honom sträcker sig till 89° ö. lgd, men numera anses gå endast till 86° ö. lgd, där de första tibetanska parallellkedjorna utgrenar sig från huvudberget, den mellersta till 104° ö. lgd, där Qinlingbergen och därmed östra Kunlun börjar.
I den västra delen består berget huvudsakligen av gnejs och kristalliniska skiffrar, som är förhärskande även i den mellersta, där även paleozoiska lager förekomma i stor utsträckning, särskilt i dess östra del. I den kinesiska delen av bergen överväger åter arkeiska bergarter. Kunlun är alltså ett mycket gammalt berg, det äldsta av de asiatiska kantbergen. Den sista veckningen synes ha inträffat i den äldre stenkolsperioden. Även dess yttre former bevisar dess höga ålder: formerna är utjämnade, djupa dalar utom vid flodernas lopp finns inte, kamhöjder, topphöjder och passhöjder avviker inte mycket i olika delar, och sluttningarna är ofta rikt täckta med vittringsprodukter.
Västra Kunlun liknar en väldig mur av 6 000 m. kamhöjd, med toppar på 6 700- ,800 m., den högsta anses vara Pik K 17 under 77° 10’ ö. lgd, som når 6 820 m.. De flesta passen når en höjd av 5 200-5 800 m. Mot norr sluttar berget mycket brant, men däremot långsamt på södra sidan, mot Tibets högland. Den västligaste delen kallas Kashgarbergen, öster om Kara Kash heter berget Karangu tag, öster om Chotan darja Kerijabergen; i båda finns toppar på 6 700 m. eller mer. Från Kérija darja, 82° ö. lgd, tar kedjan nordöstlig riktning och har kallats den ryska kedjan under en sträcka av 160 km.; dennas högsta topp, Ljusch tag eller Tsaren befriaren, når 6 000 m.
Mellersta Kunlun. Redan från Kérija darja, men särskilt från Tjertjen darja, ett tillflöde till Lop-nor, kallas bergen till omkr. 94° ö. lgd Altyn tagh, vilket betyder de lägre bergen. Deras medelhöjd torde icke vara mer än 4 200 m.; dock skiljer de som en mur den i norr liggande öknen Kum-tag från ökenträsken Zaidam i söder. Altyn tag fortsätts av Nan-shan, som går i öst-sydöstlig riktning till Gula floden. Utmärkande för denna östra del av bergssystemet är de många kedjor, som gå parallellt med huvudkedjan, eller i vinkel utgå från den. Från Tjertjen darjas genombrott utgår i sydöstlig riktning Zaidam- och Kolumbuskedjorna (av 5 000-6 000 m. höjd); sydligare och parallellt med dem går Przjevalskij-kedjan med toppen Schapka Monomacha (5,900 m.).
I nära sammanhang med denna kedja står den sydligare Arka-tag (bakre berget), som undersökts av Hedin och som har ett par toppar på över 7 000 m. och passhöjder på ända till 5 580 m. Många små sjöar ge dessa bergstrakter ett tibetanskt utseende.
Öster om Kolumbus- och Zaidam-bergen utbreder sig träskområdet Zaidam, som i söder begränsas av, såsom det synes, lägre berg, såsom Marco-Polo-bergen. I en längddal på deras södra sida upprinner Yangtzefloden (Ulanmuren). I östlig riktning fortsättas de av Bur-chan Buddhabergen (toppen Caroline 5 500 m.), Amnje-ma-tschin och Sary-dan-gerö, som helt nära Gula flodens dal har en topp av 6 000 m. Öster om denna flod går andra kedjor i riktning v.-ö., och bergssystemet får, såsom nämnt, omkr. 104° ö. lgd namnet Qinlingbergen.
Altyn-tags huvudkedja behåller öster om Tjertjen nordöstlig riktning till 95° ö. lgd, där den böjer sig åt s. ö. och upplöser sig i en mängd parallella kedjor samt får namnet Richthofenbergen, hela systemets norra kant ända till Gula floden.
Passen når där en höjd av 4 000 -4 600 m. och topparna sannolikt mer än 5,000 m. Söder om dessa berg går Humboldtkedjan av ungefär samma höjd och ännu sydligare Ritterbergen, som mot s. ö. fortsätts av Södra Kuku-nor-bergen, som har sitt namn efter Centralasiens mest bekanta sjö Koko nor, som ligger i en sänka norr om dessa berg. Söder om dem utbreder sig Zaidambäckenet. I öster begränsas hela Nanshan-systemet av den där i nordlig riktning rinnande Gula floden.
De kedjor, som fortsätter öster om floddalen, gå fortfarande mot s. ö. och möter den förr omtalade södra armen av Kunlun, vilket sålunda i sin östligaste del åter sammanpressas till en huvudkedja.
Östra Kunlun kallas i sin västra del Qinlingbergen och är bara 55 km. bred. Den utgör en skarp gräns mellan norra och södra Kina, sluttar brant mot både n. och s. och är svår att överskrida, ehuru dess högsta topp inte är mer än 3 350 m. och passhöjden omkr. 1 900 m. ö. om 111° ö. lgd får berget namnet Funiushan.
Kunluns höga toppar är täckta av ständig snö, men i följd av klimatets torrhet ligger snögränsen mycket högre än på något annat berg på östra halvklotet, nämligen omkr. 6 000 m.